# 人民战争

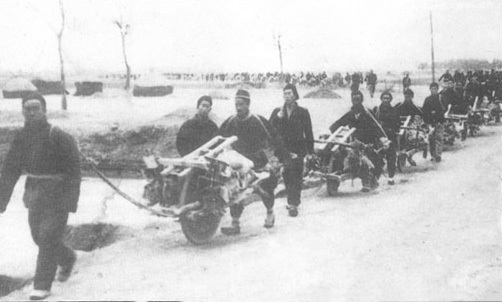
徐蚌會戰中为共產黨一方運輸糧草的農民

人民战争是毛澤東及中國共產黨主張的一种军事斗争策略和动员机制，是毛泽东思想的核心之一。

## 概述
人民战争特点主要体现在战争的动员机制和战争的群众性以及战争策略几个方面。
战争的群众性是指平民积极主动参与战争，除了参与正规作战之外还大量参与非正规作战及游击作战，包括战争的物资筹运及情报收集等，通过收买和金钱诱惑或强迫平民参与战争的行为则不在此列。
动员机制则是将民用设施最大限度的进行军事化转变，使之具有军事价值。在战争中比较常见。例如利比亚内战期间，利比亚叛军通过改装民用丰田皮卡打击利比亚政府军的“皮卡战争”。
战争策略指正规军的运动战和游击队的非对称作战相结合，对强大的敌人进行零敲碎打的方式最大程度的消耗和疲惫对手，迫使对方撤退或打败对方。虽然“人民战争”不等同于民众起义叛乱或恐怖主义活动，但许多局部战争和冲突中案例中都有“人民战争”的影子。
在中国抗日战争、国共内战、朝鲜战争、越南獨立戰爭、越南战争、古巴革命、尼泊尔共产党的游击战、安哥拉內戰、車臣戰爭中得到体现和实践，主要为争取人民，组织人民，武装人民，进行全民战争，利用後備軍人、游擊隊與民兵等非正規軍種對敵人發動不對稱戰爭配合正规作战。
菲律宾共产党、印度共产党（毛主义）等毛主义政党将自己的军事战略称为“持久人民战争”（Protracted People's War，缩写为PPW）。该词早在毛泽东时代就已出现，如毛泽东1970年5月20日声明中有“持久的人民战争”一语，译为英文即为PPW。而后《人民日报》上也出现了“持久人民战争”一语。

## 人民战争列表
下列冲突被视为是共产党发动的人民战争：
| 时间                                      | 冲突                             | 国家     | 共产党                                                             | 革命根据地                       | 死亡数              | 结果       |
| ----------------------------------------- | -------------------------------- | -------- | ------------------------------------------------------------------ | -------------------------------- | ------------------- | ---------- |
| 1927年8月1日 – 1949年12月7日              | 国共内战                         | 中華民國 | 中国共产党 - 中国工农红军 (1927–1937) - 中国人民解放军 (1946–1950) | 中国共产党革命根据地             | 大约8百万           | 共产党胜利 |
| 1955年11月1日 – 1975年4月30日             | 越南战争                         | 南越     | 越南南方民族解放阵线 - 越南南方人民解放武装力量                    | C战区 (1966–72) 禄宁县 (1972–75) | 1,326,494–4,249,494 | 共产党胜利 |
| 1959年5月23日 – 1975年12月2日             | 老挝内战                         |          | 老挝人民革命党 - 巴特寮                                            | 桑怒                             | 20,000–62,000       | 共产党胜利 |
| 1968年1月17日– 1975年4月17日              | 柬埔寨内战                       | 柬埔寨   | 柬埔寨共产党 - 红色高棉                                            | 腊塔纳基里省                     | 275,000–310,000     | 共产党胜利 |
| 1967年5月18日 –                           | 纳萨尔毛派叛乱                   | 印度     | 印度共产党（毛主义） - 人民解放游击军                              | 红色走廊                         | 大约14,000          | 进行中     |
| 1969年3月29日 –                           | 菲律宾共产主义叛乱               | 菲律賓   | 菲律宾共产党 - 新人民军                                            | 萨马岛                           | 超过40,000          | 进行中     |
| 1972年9月12日 –                           | 土耳其毛主义叛乱                 | 土耳其   | 土耳其共产党/马列 - 土耳其工农解放军                               | 通杰利省                         | 500+毛主义者被杀    | 进行中     |
| 1961年-1979年                             | 尼加拉瓜革命                     | 尼加拉瓜 | 桑地诺民族解放阵线 - 桑解阵人民军                                  | 北加勒比海岸自治区               | 30,000+             | 共产党胜利 |
| 1980年5月17日 –                           | 秘鲁内部冲突                     | 秘魯     | 秘鲁共产党 (光辉道路) - 人民游击军(1991年前) - 人民解放军          | 阿亚库乔大区                     | 70,000+             | 进行中     |
| 1996年2月13日 – 2006年11月21日            | 尼泊尔内战                       | 尼泊尔   | 尼泊尔共产党（毛主义中心） - 尼泊尔人民解放军                      | 拉布蒂专区                       | 17,800              | 和平协议   |
| 1965年–1983年                             | 泰国共产主义叛乱                 | 泰國     | 泰国共产党 - 泰国人民解放军                                        | 那空拍侬府                       | 1,450+军警和官员    | 政府军胜利 |
| 1948年4月2日 – 1988年9月21日, 2021年8月 – | 缅甸共产主义叛乱                 | 緬甸     | 缅甸共产党 - 缅甸人民军                                            | 掸邦                             | 3,000+              | 进行中     |
| 1948年6月20日-1960年7月31日               | 马来亚紧急状态                   | 马来西亚 | 马来亚共产党 - 马来亚人民解放军                                    | 马来半岛                         | 8，056              | 政府军胜利 |
| 1962年12月 – 1990年11月3日                | 砂拉越共产主义叛乱               | 马来西亚 | 北加里曼丹共产党 - 北加里曼丹人民军                                | 砂拉越                           | 400–500             | 政府军胜利 |
| 1968年6月17日–1989年12月2日               | 马来亚共产党叛乱 (1968年—1989年) | 马来西亚 | 马来亚共产党 - 马来亚人民解放军                                    | 马来半岛                         | 367                 | 政府军胜利 |

在其他国家,毛派曾经或仍在尝试发动人民战争：
- 曾参与孟加拉解放战争的东孟加拉无产阶级党仍参与反对孟加拉政府的武装斗争。
- 1967年至1974年间巴西共产党发动反抗 巴西军政府的阿拉瓜亚游击战。
- 1982年伊朗共产主义者联盟发动1982年阿莫勒起义。
- 阿富汗的毛派组织 – 阿富汗人民解放组织和阿富汗解放组织 – 参与苏阿战争。
- 解放巴勒斯坦民主阵线宣称巴勒斯坦人的解放只能通过人民战争来实现。
- 1973年西班牙毛派组织十月一日反法西斯抵抗团体发起反对佛朗哥政权的武装起义，这持续至1996年，佛朗哥死后二十年。
- 不丹共产党（马列毛）和其军事组织不丹猛虎力量正在不丹发动人民战争。